# Norn
El norn és una antiga llengua escandinava occidental parlada al nord d'Escòcia fins al segle xviii. Descendent de l'antic nòrdic, fou portada pels colonitzadors escandinaus el segle ix, era bàsicament parlada a les illes Shetland i Òrcades. Després de canviar de sobirania (de la Corona dano-noruega al Regne d'Escòcia) al segle xv, el seu ús fou descoratjat pel govern escocès i l'Església d'Escòcia (l'església nacional), de manera que acabà essent reemplaçat per l'scots.
Hom creu que també fou parlada no només a les illes sinó també en terra escocesa mateix, per exemple, a Caithness, si bé allà s'hi extingí molt abans.

## Gramàtica
Les característiques de la gramàtica del norn eren molt similars a la d'altres llengües escandinaves. Presentava dos nombres (singular i plural), tres gèneres (masculí, femení i neutre) i quatre casos (nominatiu, acusatiu, datiu i genitiu). Els temps verbals presentaven dues grans conjugacions tant en present com en passat. Presentava també l'article determinat enclític, present com a sufix al final de la paraula. Hom creu també que presentava sovint frases amb subjecte el·líptic, comunes a les llengües escandinaves occidentals.

## Mostres
Encara queden alguns escrits en norn, especialment religiosos. Un dels exemples més notoris n'és el parenostre, ja que se'n conserven les versions en els dos principals dialectes. La següent taula els mostra juntament amb els corresponents a altres llengües escandinaves.